# Gondraena latipalpis
Gondraena latipalpis är en skalbaggsart som beskrevs av Manfred A. Jäch 1994. Gondraena latipalpis ingår i släktet Gondraena och familjen vattenbrynsbaggar. Inga underarter finns listade i Catalogue of Life.